# Col de la Cluse
Col de la Cluse (Francuski izgovor: kɔl də la klyz) je planinski prijevoj koji se nalazi na 1169 m nadmorske visine u gorju Chartreuse. Povezuje Le Désert d'Entremont (općina Entremont-le-Vieux) s Corbelom u Francuskoj. Glavna cesta prijevoja je D45.
Zimi je to odlazak na staze za skijaško trčanje. Ljeti je to početak dvosatnog pješačenja do Roche Veyranda (1429 m), s pogledom na Saint-Pierre d'Entremont u Savoie. Također se može doći do obližnjeg Roc de Gleisina. To je jedna od pristupnih cesta Col du Grapillon, na istoku.

## Vanjske poveznice
|  | Zajednički poslužitelj ima još gradiva o temi Col de la Cluse |